# 大捷捷里耶湖 (舒米欣斯基區)
55°09′14″N 63°11′36″E / 55.154°N 63.1933°E
大捷捷里耶湖（俄语：Большое Тетерье），是俄羅斯的湖泊，位於該國西南部，由庫爾干州負責管轄，長1.6公里、寬1.4公里，面積2.26平方公里，海拔高度161.6米，湖岸線長度3公里。